# What Happened to Rosa
What Happened to Rosa é um filme mudo norte-americano de 1920, do gênero comédia, dirigido por Victor L. Schertzinger e escrito por Gerald C. Duffy, baseado na curta história Rosa Alvaro, Entrante de Pearl Lenore Curran.

## Elenco
- Mabel Normand ... Mayme Ladd / Rosa Alvaro
- Doris Pawn ... Gwen
- Tully Marshall ... Percy Peacock
- Hugh Thompson ... Dr. Maynard Drew
- Eugenie Besserer ... Madame O'Donnelly
- Buster Trow ... Jim
- Adolphe Menjou